# Ar (informatyka)
ar (od pierwszych liter angielskiego wyrazu archiver) – uniksowe narzędzie służące do archiwizacji wielu plików w jednym. Na ogół używane jest do grupowania w pojedynczej bibliotece wielu plików .o stworzonych przez linker; może być także wykorzystywany do innych zadań archiwizacyjnych. ar jest częścią pakietu Binutils.
Dla przykładu, aby stworzyć bibliotekę libclass.a zawierającą pliki class1.o, class2.o, class3.o, należy wywołać program ar w następujący sposób:
```
ar rcs libclass.a class1.o class2.o class3.o
```

aby skompilować program korzystający z plików class1.o, class2.o, i class3.o można wykonać polecenie (przy założeniu, że plik libclass.a znajduje się w katalogu bieżącym)
```
cc main.c -L. -lclass
```

co jest równoznaczne z wydaniem polecenia:
```
cc main.c class1.o class2.o class3.o
```

Format ar jest wykorzystywany w pakietach Debiana (.deb) z uwagi na prostotę oraz łatwość obsługi.